# Krimmler Wasserfälle
Krimmler Wasserfälle – wodospad położony na rzece Krimml w Austrii, przy trasie turystycznej Gerlosstrasse.
Wodospad ten ma 380 m wysokości (od 1470 m n.p.m. do 1090 m n.p.m.), co czyni go jednym z najwyższych w Europie. Składa się z 3 progów, z których pierwszy i zarazem najwyższy ma wysokość 140 metrów, dwa kolejne są nieco niższe. Wodospad spada wąskim strumieniem z prawie pionowych skał, dwukrotnie zmieniając kierunek. Wodospad Krimml powstał na skutek zdzierającej działalności lodowca w epoce plejstocenu.